# Amblycerus martorelli
Amblycerus martorelli is een keversoort uit de familie bladkevers (Chrysomelidae). De wetenschappelijke naam van de soort werd in 1944 gepubliceerd door Bridwell.